# 林圣彩
林圣彩（1963年10月—），男，福建尤溪人，中国代谢生物学家，厦门大学教授，长期从事细胞能量代谢调控的信号转导机制研究。教育部第四批“长江学者”特聘教授、国家级研究计划首席科学家，2021年当选中国科学院院士。

## 简历
1984年毕业于厦门大学生物系。1991年取得德克萨斯大学西南医学中心生物化学博士。之后在美国 Howard Hughes Institute at UCSD 做博士后研究；
1995年进入新加坡国立大学分子与细胞生物研究所任实验室主任；
2001年进入香港科技大学生化系任助理教授、副教授（获终身职位）；
2003年12月至2017年5月，任厦门大学生命科学学院院长。

## 家庭
妻子李蓬也是分子生物学家、中国科学院院士。